# Forskningsparken Station
Forskningsparken Station (Forskningsparken stasjon) er en metrostation på Sognsvannsbanen på T-banen i Oslo. Stationen blev åbnet 22. august 1999, hvor den erstattede Vestgrensa Station, der lå lidt nærmere Ullevål. Stationen blev oprettet, fordi sporvejen Ullevål hageby-linjen skulle forlænges til Rikshospitalet, og man ville gerne have mulighed for skift mellem sporvej og T-bane. Sporvejsstoppestedet ligger lige under stationen.
Stationen betjener den øvre del af universitetets campus på Blindern og Forskningsparken i Oslo (deraf navnet) i Gaustadbekkdalen. Trods placeringen valgte Oslo Sporveier imidlertid ikke at kalde station og stoppested for Gaustadbekkdalen, da de mente, at almindelige folk ikke kendte dette navn.